# 虎克氏鱗蓋蕨
虎克氏鱗蓋蕨（学名：Microlepia hookeriana）为碗蕨科鱗蓋蕨屬下的一个种。

## 扩展阅读
- 維基物種上的相關：虎克氏鱗蓋蕨